# Iglesia de Kvabisjevi
La iglesia de la Dormición de Kvabisjevi (en georgiano: ქვაბისხევის ღვთისმშობლის მიძინების სახელობის ეკლესია, romanizado: tr), también conocida como Mariamtsminda (მარიამწმინდა, mariamts'minda, "Santa María") es una iglesia ortodoxa georgiana medieval, situada a 2 km al noroeste del pueblo de Kvabiskhevi, municipio de Borjomi, en la región centro-sur de Samtskhe-Javakheti, Georgia. Es una basílica de tres naves, la iglesia fue construida en el siglo VIII o IX. La iglesia es conocida por su retrato al fresco de los siglos XII y XIII del joven noble llamado Shota, quien popularmente se cree que es el poeta épico contemporáneo Shota Rustaveli. La iglesia de Kvabiskhevi está inscrita en la lista de los Monumentos culturales inamovibles de importancia nacional de Georgia.

## Historia
Kvabiskhevi es una basílica de tres naves construida de piedra sobre una pequeña terraza en una alta montaña rocosa, con su fachada oriental apoyada contra la roca, cuya cara había sido astillada a propósito, y los otros tres lados con vistas al abismo escarpado en el Cañón Kvabiskhevi. Solo se puede acceder a la terraza por un sendero desde el noreste que conduce a la iglesia desde la estación de guardia Kvabiskhevi del parque nacional Borjomi-Kharagauli.
De difícil acceso, la iglesia sirvió en la Edad Media como un refugio de guerra para los locales, cuyas viviendas en ruinas y refugios excavados en la roca se encuentran debajo de la iglesia. La aldea, en ese momento conocida como Kvabi ("una cueva"), fue completamente despoblada poco después de la toma del área por parte de los otomanos en 1578, un censo turco de 1595 mencionaba solo seis residentes permanentes, y a la iglesia abandonada. El actual pueblo de Kvabiskhevi, al sureste de la iglesia, es el resultado del reasentamiento de la montañosa provincia noroccidental georgiana de Racha en la década de 1870.

## Arquitectura

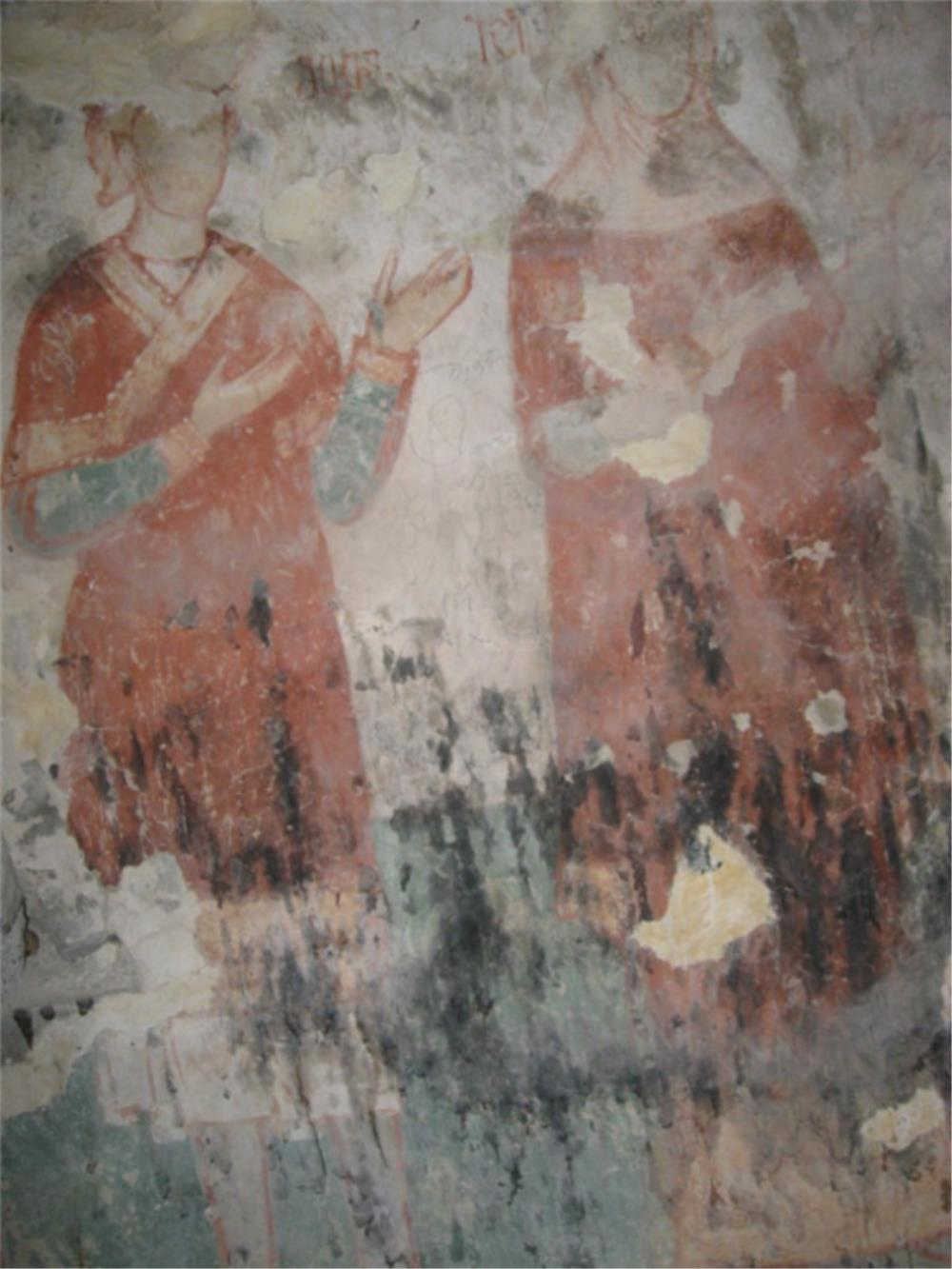
Fresco de Shota e Ia

La iglesia mide 8 x 4 metros cuadrados. La nave principal es mucho más grande que las naves laterales, terminando en un ábside oriental semicircular con una ventana arqueada. La bóveda es esférica. Las partes centrales superiores de los muros norte y sur contienen canecillos. La parte central inferior del muro occidental tiene una puerta, internamente arquitreada y externamente arqueada. La nave principal está separada de las otras dos por dos arcos a cada lado, sostenidos por pilares capitalares rectangulares. La nave norte termina con una nave semicircular con ventanas. La nave sur está dividida en dos cámaras por un tabique perforado por una entrada rectangular baja. La mayoría de las decoraciones externas se encuentran en la fachada occidental, incluidas tres cruces tipo Bolnisi talladas en relieve sobre la puerta de entrada, un motivo recurrente en el arte cristiano primitivo de Georgia.
La basílica contiene restos de pintura mural medieval. Destaca un fresco de los siglos XII-XIII en la pared norte de la nave sur, que representa a un hombre y una mujer, identificados por el texto asomtavruli georgiano medieval que le acompaña como Shota e Ia, respectivamente. El fresco se reproduce en una obra de repujado en la puerta de hierro hecha a mano en 1987. Shota no era un nombre poco común entre la aristocracia local. Una hipótesis popular identifica al hombre del fresco de Kvabiskhevi con el poeta Shota Rustaveli, quien escribió la épica El caballero en la piel del tigre.